# Nepalella khumbua
Nepalella khumbua är en mångfotingart som beskrevs av Shear 1979. Nepalella khumbua ingår i släktet Nepalella och familjen Lankasomatidae. Inga underarter finns listade i Catalogue of Life.